# Тугалесская волость
Тугалесская волость, или Туголевская волость — историческая административно-территориальная единица Владимирского уезда Замосковного края Московского царства. 
Располагалась по верхнему течению реки Поли (притока Клязьмы), в пределах позже образованного на этой территории Егорьевского уезда. Название, происхождение которого неясно, сохранилось в названии села Тугалес.
В 1705 году на территории волости отмечался погост церкви Параскеи Пятницы. Располагался в полуверсте от деревни Вахиревской.